# Onze-Lieve-Vrouw Troosteres der Bedruktenkapel

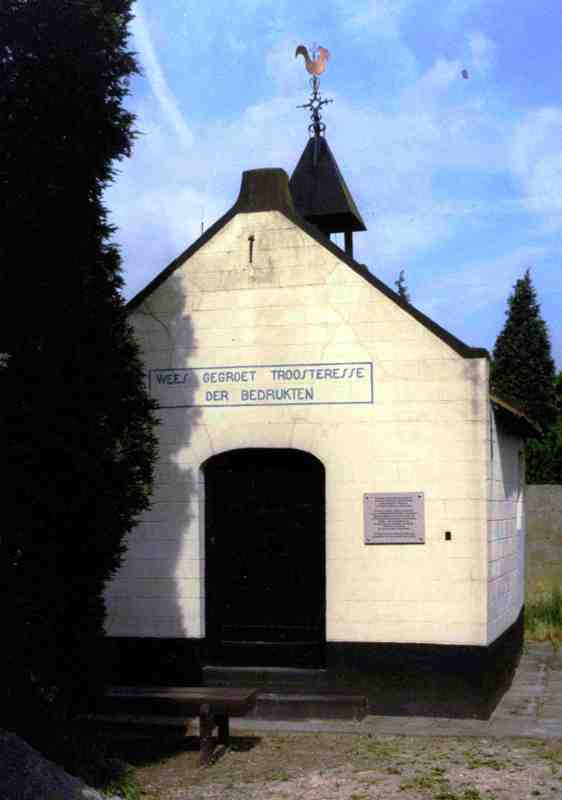
Onze-Lieve-Vrouw Troosteres der Bedruktenkapel

De Onze-Lieve-Vrouw Troosteres der Bedruktenkapel is een veldkapel in de Antwerpse plaats Balen, gelegen aan de Steegsebaan.
Hier stond een houten kapelletje dat in 1753 door een bakstenen kapelletje werd vervangen. Dit is een eenvoudig gebouwtje op rechthoekige plattegrond, te betreden door een deur met korfboog, die zich in een tuitgevel bevindt. Ook is er een opschrift: wees gegroet troosteresse der bedrukten. De kapel wordt gedekt door een zadeldak waarop een dakruiter is geplaatst.
In 1995-1996 werd de kapel gerestaureerd.
Het interieur wordt overkluisd door een tongewelf. De piëta op het hoofdaltaar is een kopie van de piëta van 1690 die zich tegenwoordig in de Sint-Andrieskerk bevindt.